# Ischnotoma (Ischnotoma) rufistigmosa
Ischnotoma (Ischnotoma) rufistigmosa is een tweevleugelige uit de familie langpootmuggen (Tipulidae). De soort komt voor in het Neotropisch gebied.